# Eocardiidae
Eocardiidae ya no es reconocida como un Familia debido a que las especies que la integraban no conforman un grupo monofilético. 